# Kathleen Olsovsky
Kathleen Olsovsky est une ancienne joueuse de volley-ball américaine née le 3 janvier 1982 à Torrance (Californie). Elle mesure 1,88 m et jouait au poste d'attaquante. Elle a totalisé 18 sélections en équipe des États-Unis.

## Clubs
| Club                   | De        | À         |
| ---------------------- | --------- | --------- |
| Southern California    | 2000-2001 | 2002-2003 |
| Leonas de Ponce        | 2004-2004 | 2004-2004 |
| SSK Calisia Kalisz     | 2004-2005 | 2004-2005 |
| Roma Pallavolo         | 2006-2007 | 2006-2007 |
| Club Voleibol Tenerife | 2007-2008 | 2007-2008 |
| Samorodok Khabarovsk   | 2009-2010 | 2009-2010 |
| Gigantes de Carolina   | 2010-2010 | 2010-2010 |
| Budowlani Łódź         | oct 2010  | déc 2010  |

## Palmarès

### Équipe nationale
- Championnat d'Amérique du Nord
  - Finaliste : 2007.

### Clubs
- Championnat de Pologne
  - Vainqueur : 2005.